# Warteschlangen-Petri-Netz
Ein Warteschlangen-Petri-Netz (engl. Queueing Petri Net (QPN)) ist ein Modellierungsformalismus, der Warteschlangennetzwerk und Petri-Netz miteinander kombiniert. Hierbei werden diese in Warteschlangen in die Plätze der Petri-Netze integriert, um Scheduling-Strategien abbilden zu können. QPNs sind damit mächtiger als ihre Subformalismen und erlauben sowohl qualitative als auch quantitative Analysen auf dem Model.

## Anwendungsgebiete
- Logistik-Netzwerke[2][3]
- Performance-Vorhersage für verteilte (Computer-)Systeme[4]

## Werkzeuge
- QPN-Tool[5] (Markov-basierte Analyse)
- QPME[6] (Modellierung und Simulation)

## Erweiterungen
Die Komplexität quantitativer Analyse lässt sich reduzieren, wenn das QPN eine hierarchische Struktur besitzt. Daher wurde der QPN-Formalismus zu Hierarchically Combined Queueing Petri Nets (HQPNs) erweitert.